# Ioánnis Paraskevópulos
Ioánnis Paraskevópulos (1900 — 1984) foi um político da Grécia. Ocupou o cargo de primeiro-ministro da Grécia.